# Стрез
Стрез (ум. 1214. године) је био севастократор и обласни господар на подручју Македоније, а деловао је у периоду од 1207. до 1214. године. Као сестрић бугарског цара Калојана (1197-1207), био је један од најутицајнијих великаша у Другом бугарском царству. Као могући претендент, Стрез се у почетку успротивио доласку на власт свог рођака, новог бугарског цара Борила (1207-1218). Стога је морао да се склони у Србију, нашавши уточиште на двору великог жупана Стефана Немањића. Уз помоћ српског владара, Стрез је успео да завлада централним областима Вардарске Македоније. Касније се измирио са Бугарима, добивши титулу севастократора. Ратовао је против Солунске краљевине (1210), а касније се прикључио латинско-бугарском савезу против Србије (1213). Покушај Саве Немањића да преговорима приволи Стреза на обнову пријатељских односа са Србијом није уродио плодом. Убијен је 1214. године, под неразјашњеним околностима.

## Биографија
Након смрти цара Калојана 1207. године дошао је на престо цар Борил. Као кандидат за бугарског престо, Стрез се противи успону свог рођака Борила. Стрез је побегао у Рашку да тражи политички азил на двору Стефана Немањића. Мирко Ђорђевић сматра да су га раније „заврбовале“ тајне службе Стефана Првовенчаног, но када су га бугарске власти “провалиле” велможа је потражио уточиште у Србији. Жељко Фајфрић претпоставља да је Стефан Немањић „дуговао услугу“ Калојановом рођаку Стрезу, јер га је бугарски цар Калојан раније помогао у борби за престо против старијег брата Вукана. У сваком случају, српски жупан га је примио, а на захтев цара Борила да му достави бегунца, одговорио је одречно. Немањић је намеравао да искористи сукоб између њих да освоји југозападне земље под бугарском влашћу. Он даје Стрезу војску уз помоћ које осваја део Македоније. Утврдивши се у неприступачној тврђави Просек крај реке Вардар, где је пре њега владао Добромир Хрс, Стрез прекида односе подређености са Немањом и постаје самостални владар.
Окружен многим моћним непријатељима (Бугарско царство, Рашко краљевство, Латинско царство) Стрез тражи савез Епирског деспота Михаила I Комнина. Они предузимају нападе на Латинско царство и наносе му бројне штете, али не успевају да прошире своје поседе.
Око 1211. године Борил и Стрез склапају савез. Стрез признаје врховну власт цара који му даје титулу севастократора. У пракси, Стрез задржава своју независност. Исте године, уз војну подршку Борила, Стрез напада Солунско краљевство али на Битољском пољу трпи пораз од латинских витезова.
1213. године бугарски цар Борил се мири са латинским царем Хенријем Фландријским. 1214. године они покрећу рат против Рашке, којем се придружују Стрез и Михаило Комнин. Стрезова војска прелази на територију Рашке. Након што изасланици Стефана Немањића нису успели да убеде Стреза да призна Стефанову власт, он шаље свог брата Саву Немањића у његов камп. Сава Немањић долази у Стрезов логор и покушава да га убеди да напусти учешће у савезу против Рашке. Након неуспеха, архиепископ одлази ноћу, а Стрез му гарантује безбедност. Иако Савина дипломатија није дала резултата, исте ноћи, севастократор Стрез је убијен.
Савин хагиограф Теодосије, који описује Стреза најгорим речима, као објашњење Стрезовог убиства је предложио интервенцију натприродних сила (убио га анђео због Савине молитве), али Стрез је сасвим извесно био жртва политичког убиства.
Након Стрезове смрти, његову област заузеше Латини из Солуна (Просек и околину), а делом Грци из Епира, који су овладали Скопљем и северном Македонијом.